# Anna Charevitch
Anna Vadimovna Charévitch (en biélorusse : Анна Вадимовна Шаревич, née le 18 décembre 1985 à Brest, en Biélorussie) est une joueuse d'échecs biélorusse et américaine détenant le titre de Grand maître féminin (GMF).

## Jeunesse
Anna Charévitch a appris à jouer aux échecs à l'âge de cinq ans grâce à son père, médecin. Elle étudie les sciences du sport et le tourisme à l'Université d'État de Brest. Elle remporté quatre championnats de Biélorussie des filles dans les catégories d'âge des moins de 14 ans jusqu'au moins de 20 ans. 

## Parcours en tant que Biélorusse

### Plusieurs titres de championne de Biélorussie
Anna Charévitch a remporté le championnat d'échecs de Biélorussie féminin en 2002, 2005, 2007 et 2011. Après son premier titre en 2002, elle est appelée pour jouer lors des olympiades d'échecs féminins.
Au premier semestre 2009, elle était en tête du classement féminin des joueuses biélorusses.

### Participation aux olympiades d'échecs avec la Biélorussie
Anna Charévitch a joué pour l'équipe de Biélorussie lors des olympiades féminines d'échecs en 2002, 2004, 2006, 2008, 2010 et 2012.  

### Palmarès en club
Anna Charévitch joue notamment dans le championnat d'Allemagne d'échecs des clubs avec le SK Holsterhausen. Elle y a fait une saison, en 2004/2005, puis elle rejoint défend les couleurs de l'USV Volksbank Halle, depuis 2006. Elle remporte le championnat en 2007 et 2010 avec cette équipe, et participe aux coupes d'Europe suivant le titre. Elle participe aussi à cette même coupe d'Europe à deux autres reprises, en 2006 et 2008. En 2006, elle joue avec le club russe Ekonomist SGSEU Saratov et en 2008, elle défend les couleurs biélorusses de l'EPAM Systems Minsk.

## Parcours depuis le transfert de fédération
En 2014, Anna Charévitch décide de changer de nationalité sportive et de jouer désormais pour les États-Unis. En février 2015, elle était huitième du classement féminin des meilleures joueuses américaines.

## Titres internationaux
Anna Charévitch obtient son titre de maître international féminin en 2003. Elle réalise toutes ses normes de maître la même année, en 2003. Elle obtient la première lors du championnat de Biélorussie féminin à Minsk en mars, puis lors d'une coupe de jeunes à Serpoukhov (en Russie) en mai, et enfin au championnat d'Europe féminin à Silivri (en Turquie), en juin.
En 2006, Anna Charévitch obtient sa deuxième norme de Grand maître international féminin et reçoit son titre. Elle avait réalisé ses différentes normes, lors d'un tournoi de grands-maîtres féminin qui avait lieu à Saint-Pétersbourg  en 2005, et lors de l'olympiade d'échecs féminine de 2006 à Turin.

## Personnalité « people »
Anna Charévitch se distingue aussi hors de l'échiquier. Elle est remarquée pour sa beauté et désignée "Miss Championnat d'Europe" par des journalistes lors de l'édition qui a eu lieu à Dresde, en 2004. Elle est aussi remarquée par des journalistes de son pays et désignée parmi les 50 personnes les plus belles et avec le plus de succès en 2007. Le magazine Королева спорта (Koroleva sporta) la classe au septième rang des personnalités sportives les plus en vue en 2007. Anna Charévitch s'est aussi distinguée en réalisant un duo avec le chanteur biélorusse Sacha Nemo lors de l'émission Две звезды (2 étoiles).